# جازی (رود)
جازی (به لاتین: Jazy) یک رود در قرقیزستان است که در استان اوش واقع شده‌است.